# Iseilema venkateswarlui
Iseilema venkateswarlui là một loài thực vật có hoa trong họ Hòa thảo. Loài này được atyavathi mô tả khoa học đầu tiên năm 1969.